# Gare de Crissé
La gare de Crissé est une gare ferroviaire française, fermée depuis août 2023, de la ligne de Paris-Montparnasse à Brest, située sur le territoire de la commune de Crissé, dans le département de la Sarthe en région Pays de la Loire.
Avant sa fermeture, c'était une halte ferroviaire de la Société nationale des chemins de fer français (SNCF) desservie par quelques trains express régionaux du réseau TER Pays de la Loire, circulant entre Le Mans et Laval.

## Situation ferroviaire
Établie à 144 m d'altitude, la gare de Crissé est située au point kilométrique (PK) 241,274 de la ligne de Paris-Montparnasse à Brest, entre les gares ouvertes de Conlie et Sillé-le-Guillaume.

## Histoire
En 1868, le Conseil général de la Sarthe soutient la demande de création d'une station sur la ligne qui traverse la commune sans un arrêt. En 1894, le rapport du conseil général de la Sarthe indique qu'il a été aménagé un abri sur le quai descendant de la halte de Crissé et il est également indiqué que l'on a établi une marquise comme cela avait été demandé.
Les derniers TER desservent la halte le 26 août 2023,,. Auparavant, elle était desservie par 3,5 allers-retours trains TER Pays de la Loire en semaine circulant entre Le Mans et Laval. C'était alors un point d'arrêt non géré (PANG) à entrée libre.

## Service des voyageurs
La gare est fermée au trafic voyageurs.

## Iconographie
- Crissé (Sarthe) - La Gare, no 621, édit. Froger (vers 1920). Description : Le bâtiment de la gare est celui du garde barrière.